# 愛知県道392号・静岡県道303号新城引佐線
愛知県道392号・静岡県道303号新城引佐線（あいちけんどう392ごう・しずおかけんどう303ごう しんしろいなさせん）は、愛知県新城市から静岡県浜松市浜名区引佐町に至る一般県道である。

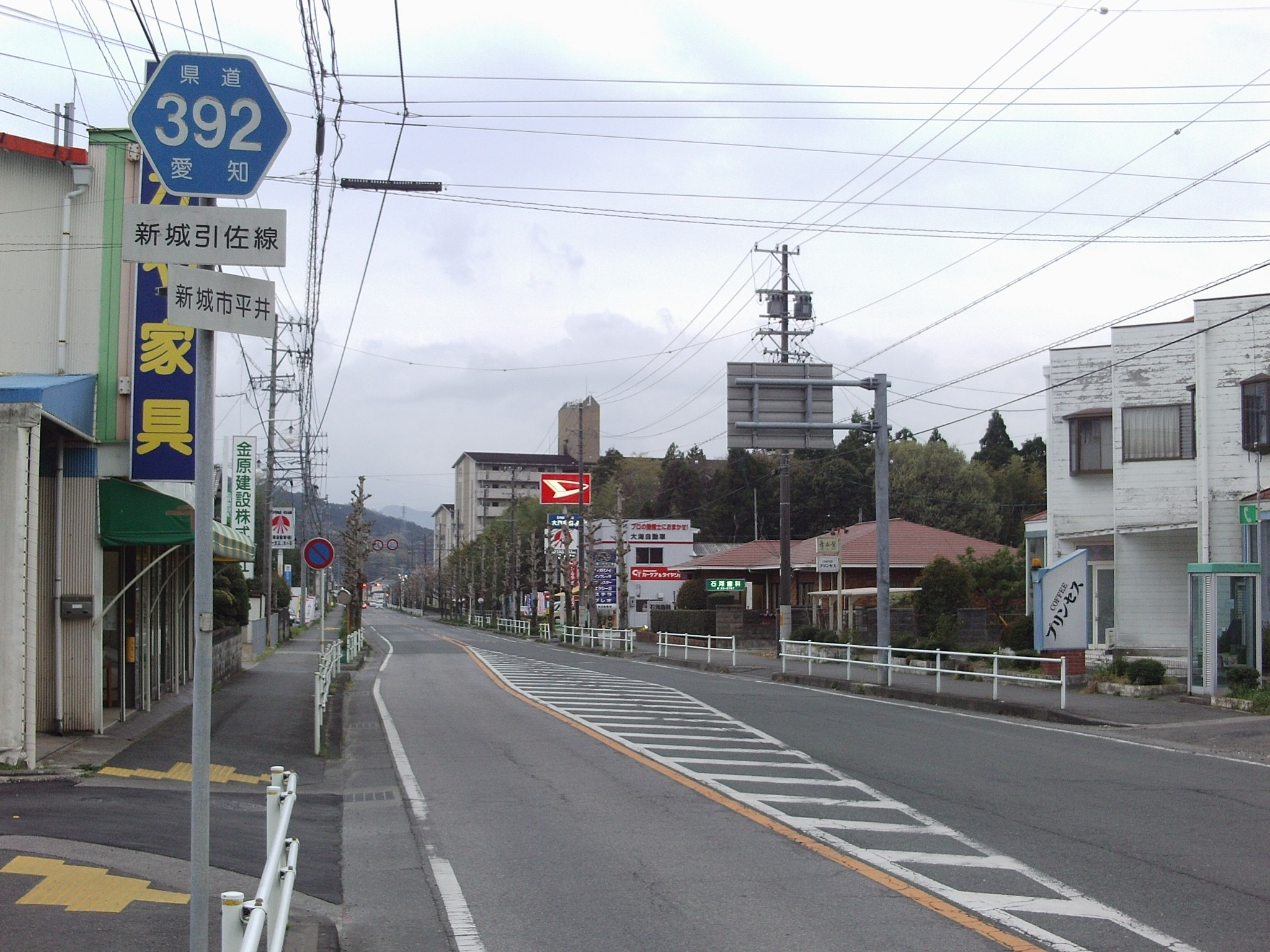
新城市の富永側からのルート。

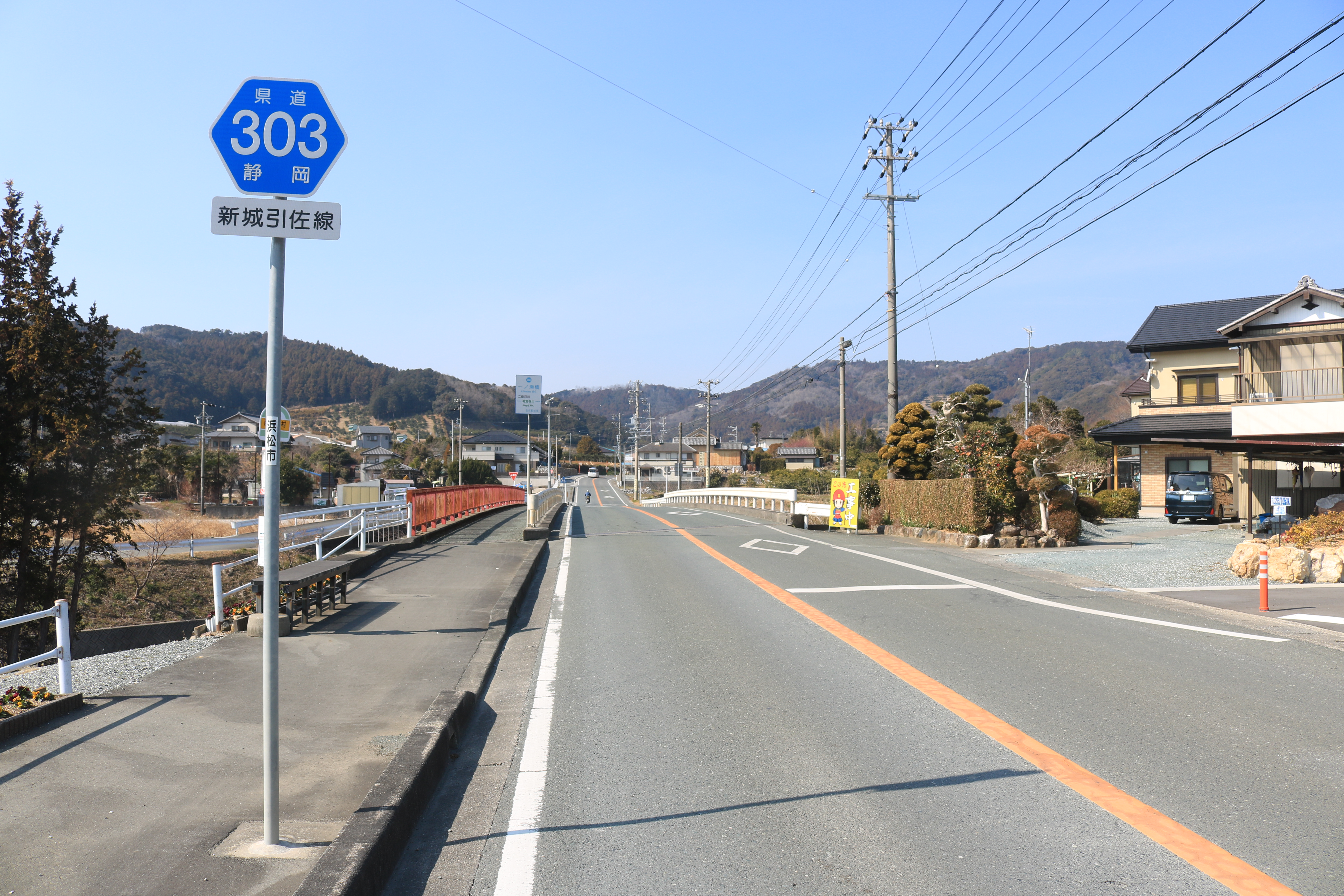
浜松市浜名区引佐町黒渕にて

## 概要
愛知県と静岡県の境を成す弓張山地を越える道路の1つである。起点が新城市街地の東側と西側の2つあり、豊川を渡った先で1本にまとまる。1つ目の峠を越えて旧鳳来町域に入り、次いで2つ目の峠で県境を越えて旧引佐町域に至る。

### 路線データ
愛知県法規集に基づく起終点および経過地は次のとおり。
- 起点：愛知県新城市（新城東高校前交差点＝国道151号交点）
- 終点：静岡県浜松市浜名区引佐町（井伊谷交差点＝国道257号交点）
- 重要な経過地：なし
- 路線延長： 愛知県内15.8km（新城市富永起点ルート）：約18.4km（同市野田起点ルート：重複区間含む）、静岡県内10.9km[要出典]

## 歴史
- 1959年（昭和34年）12月15日
愛知県が県道新城引佐線として認定[1]。

## 地理

### 通過する自治体
- 愛知県
新城市
- 静岡県
浜松市（浜名区）

### 交差する道路
- 国道151号（新城東高校前交差点）
- 愛知県道439号能登瀬新城線（平井交差点）
- 旧・国道151号（野田西交差点）
- 国道301号（一鍬田畠中交差点 - 庭野交差点で重複）
- 愛知県道69号豊橋乗本線（一鍬田畠中交差点/舟着小前交差点 - 鳥原交差点で重複）
- 愛知県道443号富岡大海線（新城市日吉地内 - 吉川地内で重複）
- 愛知県道81号豊橋下吉田線（新城市竹ノ輪地内 - 黄柳野地内で重複）
- 愛知県道445号鳳来三ヶ日線（新城市竹ノ輪地内 - 黄柳野地内、県道81号と3路線重複）

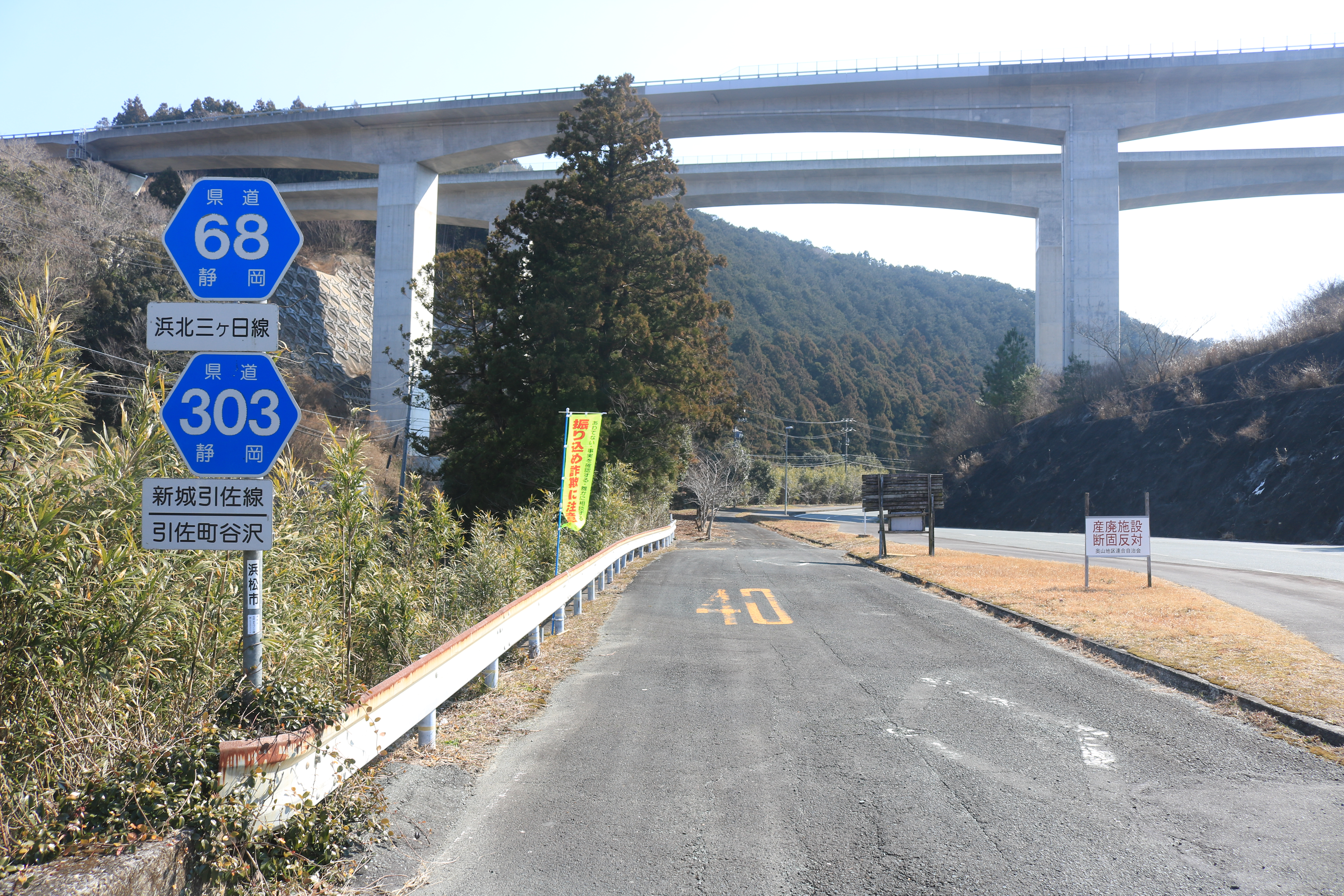
静岡県道68号浜北三ケ日線との重複区間、浜松市北区（現・浜名区）引佐町谷沢にて、前方に新東名高速道路の高架橋

- 静岡県道68号浜北三ケ日線（浜松市浜名区引佐町狩宿地内 - 奥山交差点で重複）
- 静岡県道320号引佐舘山寺線（浜松市浜名区神宮寺町、神宮寺交差点）
- 国道257号（井伊谷交差点）

### 沿線
- 横浜ゴム新城工場
- 野田城大橋
- 吉川峠（標高195m）
- 黄柳野高等学校
- 陣座峠（標高297m）
- 方広寺（奥山半僧坊）
- 竜ヶ岩洞
- 歌舞伎資料館

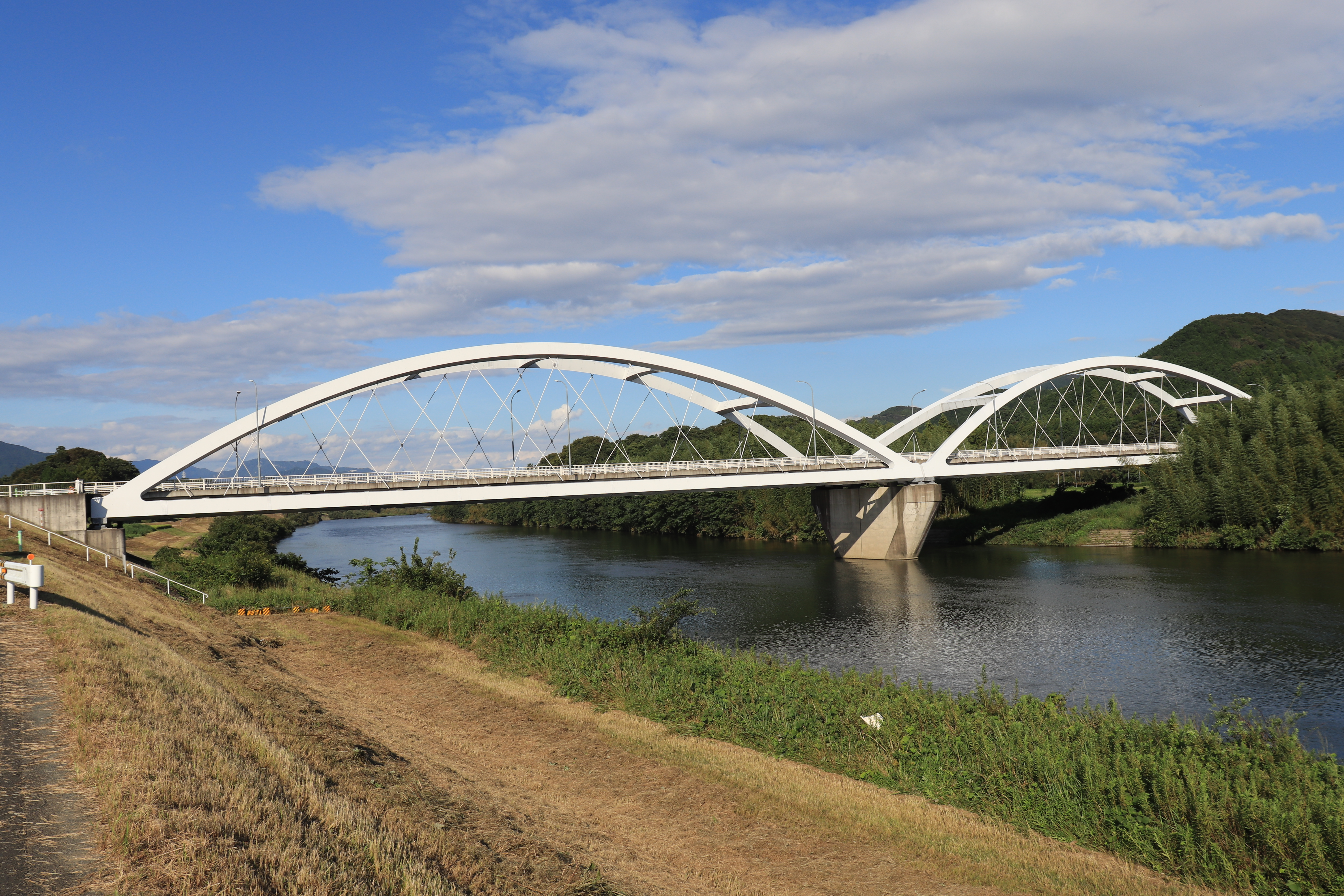
豊川に架かる野田城大橋
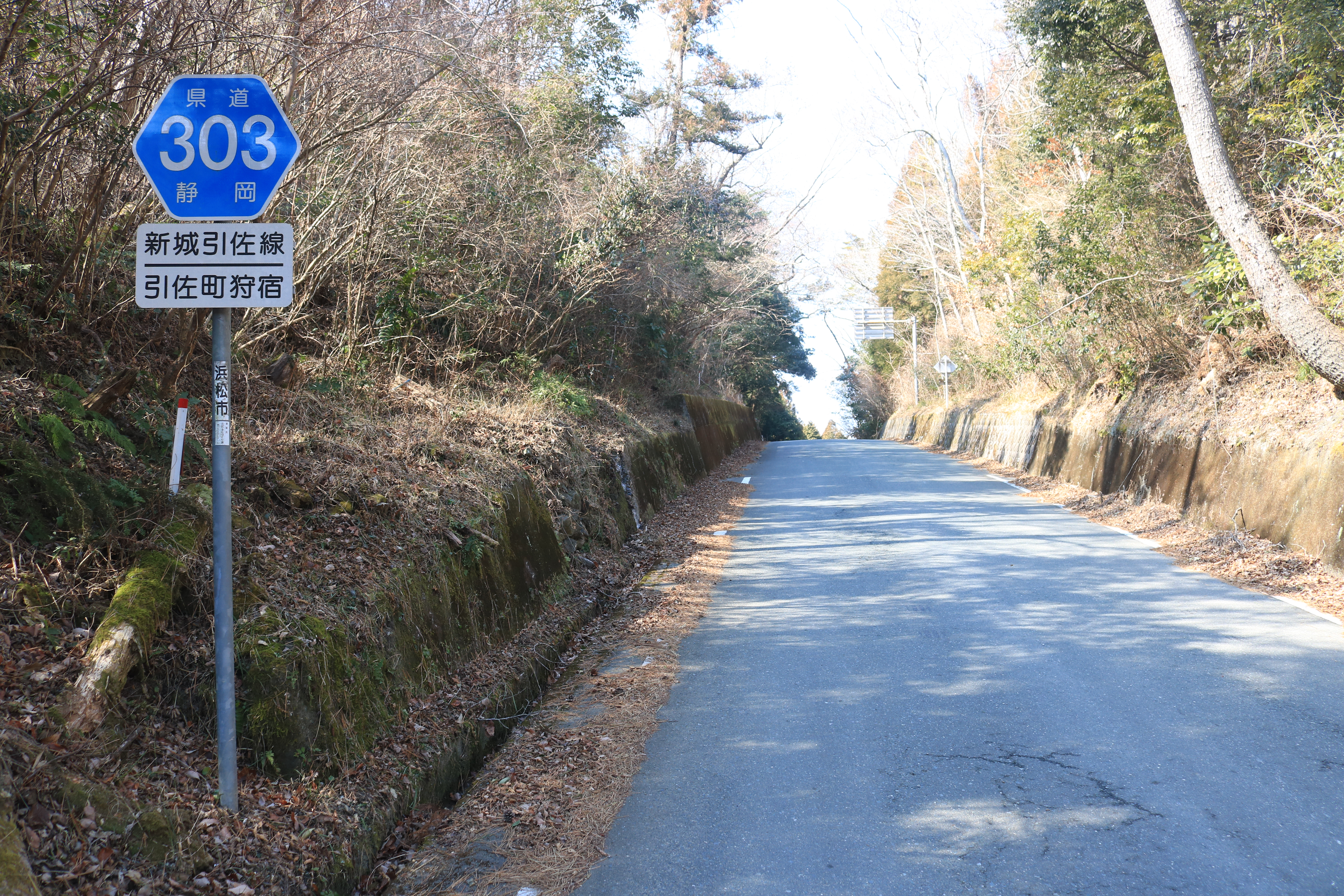
陣座峠（静岡県と愛知県との県境）